# Torutita
La torutita és un mineral de la classe dels òxids. El seu nom fa al·lusió als elements de la seva composició química: tori, urani i titani.

## Característiques
La torutita és un òxid de fórmula química (Th,U,Ca)Ti₂(O,OH)₆. Cristal·litza en el sistema monoclínic en forma de cristalls prismàtics curts, de fins a 2 cm. La seva duresa a l'escala de Mohs és d'entre 4,5 i 5,5. Forma una sèrie de solució sòlida amb la brannerita i una altra amb l'ortobrannerita.
Segons la classificació de Nickel-Strunz, la torutita pertany a «04.DH: Òxids amb proporció Metall:Oxigen = 1:2 i similars, amb cations grans (+- mida mitjana); plans que comparteixen costats d'octàedres» juntament amb els següents minerals: brannerita, ortobrannerita, kassita, lucasita-(Ce), bariomicrolita, bariopiroclor, betafita, bismutomicrolita, calciobetafita, ceriopiroclor, cesstibtantita, jixianita, hidropiroclor, natrobistantita, plumbopiroclor, plumbomicrolita, plumbobetafita, estibiomicrolita, estronciopiroclor, estanomicrolita, estibiobetafita, uranpiroclor, itrobetafita, itropiroclor, fluornatromicrolita, bismutopiroclor, hidrokenoelsmoreïta, bismutostibiconita, oxiplumboromeïta, monimolita, cuproromeïta, stetefeldtita, estibiconita, rosiaïta, zirconolita, liandratita, petscheckita, ingersonita i pittongita.

## Formació i jaciments
La torutita va ser descoberta a l'àrea Severnyi, al massís alcalí Zardalek (vall del Sokh, Oix, Kirguizstan) en filons de microclina i nefelina sericititzada, en un massís de sienita. També ha estat descrita a Austràlia, el Brasil, els Estats Units, l'Índia, el Kirguizstan, Mèxic, Namíbia, Rússia i Sri Lanka.
Sol trobar-se associada a altres minerals com: torita, zircó, calcita, barita i galena.